# Synagoge (Amberg)

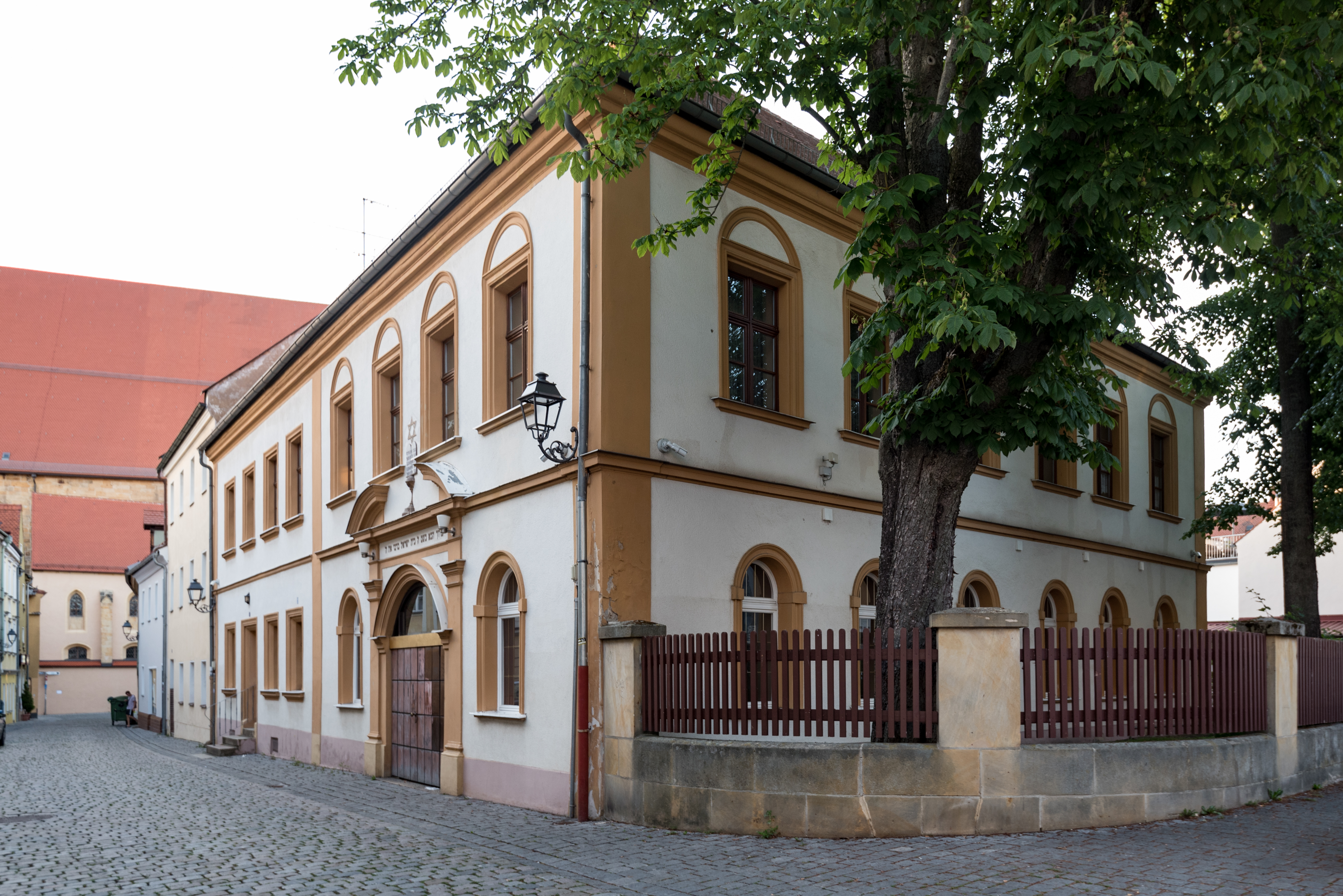
Synagoge in Amberg

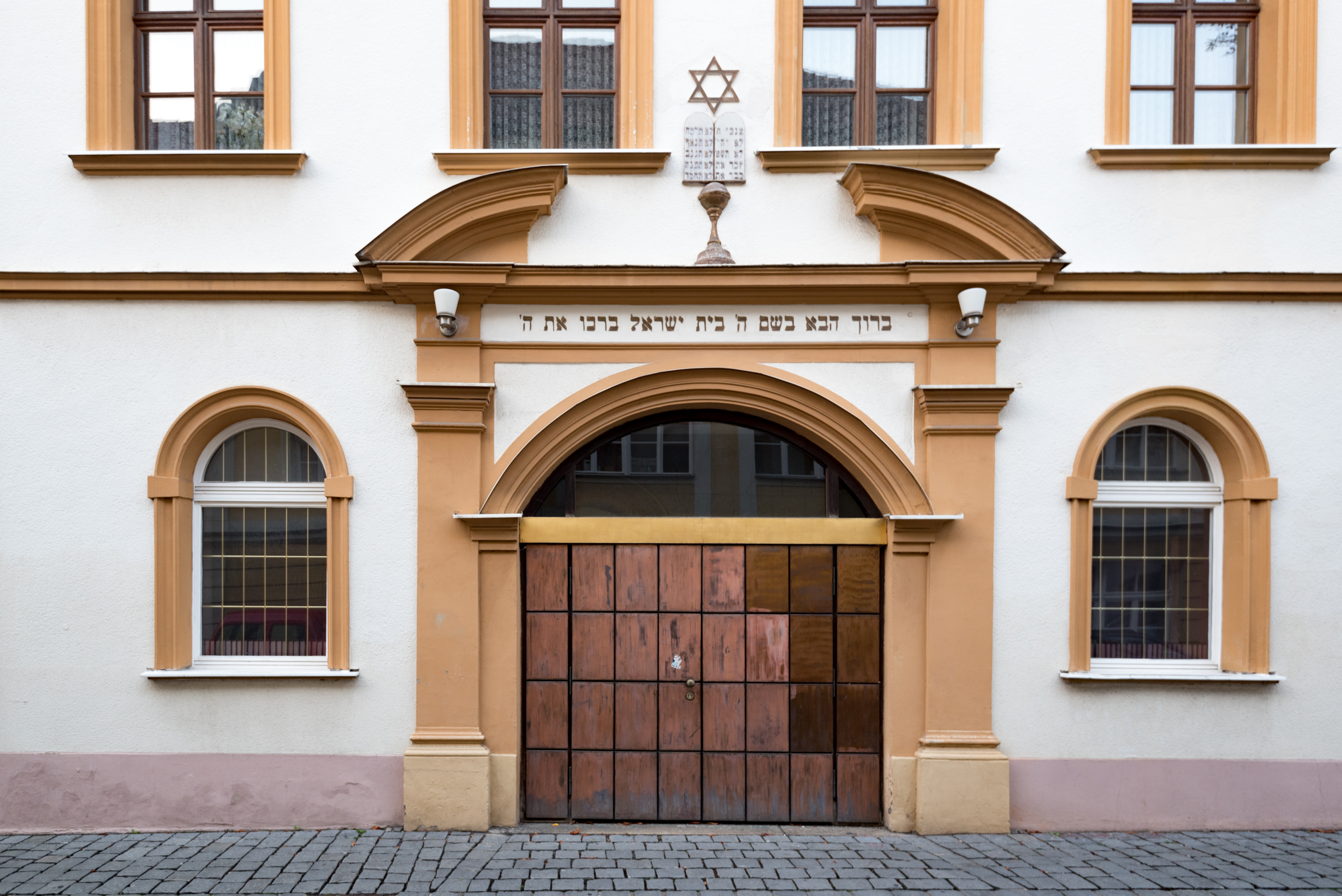
Portal

Die Synagoge in Amberg (Bayern) wurde 1896 eingerichtet. Die Synagoge an der Salzgasse 5 ist ein geschütztes Baudenkmal.

## Geschichte
Die in der zweiten Hälfte des 19. Jahrhunderts neu entstandene jüdische Gemeinde konnte sich zunächst 1881 einen Betsaal einrichten. Im August 1896 konnten zwei aneinandergrenzende, früher im 19. Jahrhundert als Wohnhäuser errichtete Gebäude erworben werden, wo im Erdgeschoss ein Betsaal eingebaut wurde. Die Einweihung der Synagoge fand am 12. Januar 1897 statt. Der zweigeschossige Walmdachbau mit Putzgliederungen besitzt ein Portal mit Sprenggiebel.
Beim Novemberpogrom 1938 wurde die Inneneinrichtung der Synagoge durch SA-Mitglieder zerstört. Der nationalsozialistische Oberbürgermeister Josef Filbig hatte zuvor zu den SA-Männern gesprochen und sie aufgehetzt. Eine Sprengung, Inbrandsetzung oder ein Abriss, wie vom NSDAP-Kreisleiter Arthur Kolb ursprünglich gefordert, konnte diesem in Hinblick auf die Lage der Synagoge in der engbebauten Amberger Altstadt ausgeredet werden, so dass der Bau erhalten blieb.
1945 wurde von den in der Stadt untergebrachten jüdischen Displaced Persons die jüdische Gemeinde neu begründet. Am 15. August 1945 konnte wieder ein Gottesdienst in der Synagoge gefeiert werden.
Die Fassade und viele Räume von Synagoge und Gemeindehaus sind (Stand 2018) in einem sanierungsbedürftigen Zustand. Im Juli 2018 stellte Rabbiner Elias Dray die Pläne für die anstehenden Baumaßnahmen zu Sanierung und Umbau vor.